# عبد الله القصبي
عبد الله محمد حامد القصبي (عبد الله محمد حامد القصبي؛ وُلد في 28 أبريل 1986)، هو لاعب كرة قدم عماني يلعب في مركز المدافع لصالح نادي فنجاء في دوري المحترفين العماني.

## إحصائيات الأندية
| النادي         | الموسم           | الدوري              | مباريات | أهداف | مباريات (كأس) | أهداف | مباريات (قارية) | أهداف | مباريات (أخرى) | أهداف | المجموع | أهداف |
| -------------- | ---------------- | ------------------- | ------- | ----- | ------------- | ----- | --------------- | ----- | -------------- | ----- | ------- | ----- |
| فنجاء          | 2011–12          | دوري النخبة العماني | -       | 2     | -             | 0     | 0               | 0     | -              | 0     | -       | 2     |
| فنجاء          | 2012–13          | دوري النخبة العماني | -       | 1     | -             | 0     | 6               | 0     | -              | 0     | -       | 1     |
| فنجاء          | المجموع مع فنجاء | المجموع مع فنجاء    | -       | 3     | -             | 0     | 6               | 0     | -              | 0     | -       | 3     |
| إجمالي المسيرة | إجمالي المسيرة   | إجمالي المسيرة      | -       | 3     | -             | 0     | 6               | 0     | -              | 0     | -       | 3     |

1. ↑  تشمل المشاركات في كأس الاتحاد الآسيوي

## المسيرة الدولية
تم استدعاء عبد الله القصبي لأول مرة إلى صفوف منتخب عُمان في عام 2012. خاض أول مباراة دولية له في 8 نوفمبر 2012 في لقاء ودي ضد إستونيا. وشارك كذلك في تصفيات كأس العالم 2014 مع المنتخب العماني.

## مسيرته العامة
يُعد عبد الله القصبي من أبرز المدافعين الذين مثلوا نادي فنجاء خلال العقد الماضي، إذ ساهم في تعزيز دفاع الفريق في عدة مواسم تنافسية في دوري المحترفين العماني، وكان عنصرًا ثابتًا في تشكيل الفريق خلال مشاركته في البطولات المحلية والقارية.
في أبريل 2024، ظهر في مقابلة مع قناة عمان الرياضية، تحدث فيها عن أهمية الإعداد الذهني للاعب العماني، مشيرًا إلى أن التركيز والانضباط عنصران أساسيان في النجاحات التي حققها فنجاء خلال الأعوام الماضية.
كما أكد القصبي، في تصريحاته لموقع قناة الكأس، أن اللعب في المباريات النهائية يتطلب خبرة وثقة، وهو ما يسعى الفريق إلى ترسيخه في اللاعبين الشباب من خلال توظيف العناصر ذات الخبرة داخل التشكيلة الأساسية.

## الإنجازات

### مع الأندية
نادي فنجاء
- دوري المحترفين العماني: الوصافة (مرتان): 2012–13، 2013–14
- كأس السلطان قابوس: مرة واحدة – 2013–14
- كأس دوري المحترفين العماني: مرة واحدة – 2014–15
- كأس السوبر العماني: مرة واحدة – 2012، الوصافة: 2013، 2014

## وصلات خارجية
- Abdullah Al Qasabi – سجل منافسات الفيفا
- Abdullah Al Qasabi  على سكروي
- عبد الله القصبي في Goal.com